# Сафин, Факиль Миннемухамметович
Факиль Миннемухамметович Сафин (тат. Факил Минңемөхәммәт улы Сафин, псевдоним — Факиль Амак (тат. Факил Әмәк); род. 2 января 1954, Амикеево, Муслюмовский район, Татарская АССР, РСФСР, СССР) — советский и российский татарский писатель, поэт, журналист. Кандидат филологических наук (2007). Лауреат Государственной премии Республики Татарстан имени Габдуллы Тукая (2021).

## Биография
Факиль Миннемухамметович Сафин родился 2 января 1954 года в деревне Амикеево Муслюмовского района Татарской АССР. Со стороны отца Миннемухаммета и матери Нурсании имел в роду видных татарских интеллектуалов, в том числе мулл.
С ранних лет интересовался литературой. Во время учёбы в пятом классе начал писать стихи, в основном, эпиграммы. В школьные годы летом-осенью вместе со сверстниками работал в колхозе, в частности, грузчиком, пастухом, комбайнёром. После окончания средней школы в деревне Кубяково, выучился на водителя в Мензелинске, а затем устроился механизатором в колхоз. В 1972—1974 годах служил в Советской армии на Дальнем Востоке, у границы с Китаем. Имеет воинское звание майора запаса. После прохождения военной службы устроился секретарём комсомольской организации совхоза села Михайловка, а через некоторое время был назначен на должность директора дома культуры в селе Старые Карамалы. Вскоре, с целью получить высшее образование переехал в Казань.
В 1975 году поступил на историко-филологический факультет Казанского государственного университета имени В. И. Ленина, который окончил в 1981 году. Учился у М. С. Магдеева. Дальнейшую свою профессиональную деятельность связал со сферой образования и трудился в школах Муслюмовского района. Сначала устроился учителем в селе Октябрь, затем преподавал историю, татарскую литературу и военную подготовку в родной деревне Амикеево. В 1981 году был назначен директором Октябрьской школы, а через несколько лет стал директором средней школы в деревне Татарское Булярово.
В 1984 году переехал в Набережные Челны, где устроился слесарем-сборщиком главного конвейера на автосборочный завод производственного объединения «КамАЗ», впоследствии дослужившись до бригадира, а затем и мастера. В 1988 году по приглашению отдела образования Автозаводского района Набережных Челнов устроился учителем, в частности, работал в городских школах № 24 и № 18. Преподавал историю, был одним из первых челнинских педагогов, приступивших к обучению русскоязычных детей новому предмету под названием «История, литература, культура татарского народа». Стоял у истоков создания газеты «Таң йолдызы», в которой работал заместителем главного редактора (1990—1991), а также редактором отдела и ответственным редактором (1991—1995). С 1991 года также трудился в редакции татарских программ на радио «КамАЗа». Также принял участие в организации журнал «Аргамак», где являлся редактором отдела прозы и поэзии (1991—1993), ответственным секретарём (1993—1995). В 1996 году стал членом Союза писателей Республики Татарстан.
В 1995 году по предложению городского управления образования вернулся к педагогической работе и стал преподавателем литературы в Набережночелнинском педагогическом колледже. В связи с необходимостью внедрения новых технологий и подходов в сфере образования Сафин по поручению руководства города организовал издание соответствующего научно-методического издания под названием «Фән һәм мәктәп», главным редактором которого он являлся в 1996—1999 годах. В 2000 году был приглашён в Казань на должность заведующего отделом журнала «Казан утлары». В 1999–2002 годах был руководителем литературно-творческого объединения «Ләйсән», внеся большой вклад в дело воспитания молодых литераторов. В 2001 году по поручению руководства города и Набережночелнинского отдела Союза писателей Республики Татарстан Сафину было предложено возглавить работу по созданию нового общественного литературно-художественного журнала, названного «Мәйдан. Чаллы», пост главного редактора которого он занимал в 2001—2005 годах.
В 2005 году на XV курултае писателей Татарстана был избран на посты члена правления и заместителя председателя Союза писателей РТ, которые занимал до 2006 года. Участник национального движения, внёс значительный вклад в развитие татарской культуры и татарского языка в Набережных Челнах, в частности, выступал против закрытия библиотеки «КамАЗа». В 2006—2010 годах являлся руководителем регионального научно-методического центра духовного наследия при управлении образования городской администрации. В 2010—2019 годах занимал должность главного редактора татарской газеты для детей «Көмеш кыңгырау», созданной по его инициативе ещё в 1993 году. Также являлся заместителем председателя Набережночелнинской писательской организации, директором филиала «Татмедиа». В 2015 году стал председателем Набережночелнинского отделения Союза писателей РТ, самого большого в республике. В том же году был введён в состав топонимической комиссии Набережных Челнов. В 2022году избран главой набережночелнинского отделения Всемирного конгресса татар вместо ушедшего в отставку Г. С. Зарипова.

## Очерк творчества
Литературный псевдоним — Факиль Амак (тат. Факил Әмәк), по названию родной деревни. Начал публиковаться после окончания средней школы в начале 1970-х годов, первые стихи были размещены на страницах районной газеты. На регулярной основе стал печататься под псевдонимом в 1990-х годах со стихами и рассказами в ежедневной прессе Набережных Челнов, а затем на страницах газет и журналов Казани.

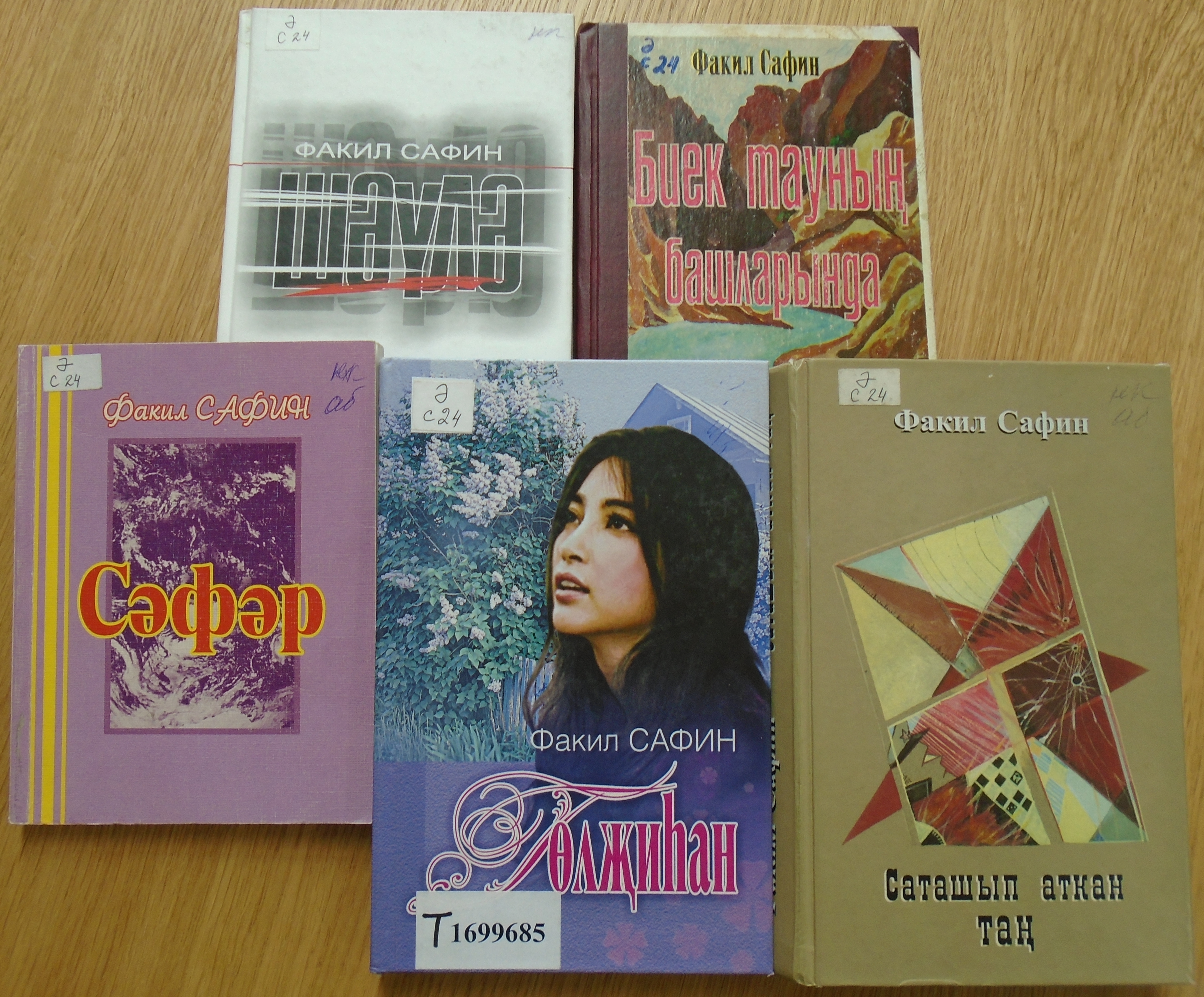
Некоторые книги Факиля Сафина

В большую литературу пришёл с повестью «Соңгы көз» («Последняя осень», 1992), написанной ещё в 1988 году. В данном произведении на примере председателя колхоза показан процесс освобождения человека от характерных для тоталитарного общества иллюзий. Уже своей первой работой привлёк внимание читателей, которые буквально подчистую сметали книги с магазинных полок и передавали их из рук в руки. В сборнике рассказов «Гөлҗиһан» («Гульджихан», 1998) говорится о сострадании и милосердии. В одноимённой повести, ставшей одним из самых популярных произведений в татарской литературе последних двадцати лет, со всеми невзгодами и надеждами рассказана жизнь татарки Гульджихан, в образе которой прослеживается судьба татарского народа. В романе «Биек тауның башларында» («На вершине высоких гор», 1998) одним из первых в татарской литературе обратился к теме вооружённого конфликта между Чеченской Республикой и Российской Федерацией в конце XX века, обратившись к жизни сельской глубинки и акцентировав своё внимание на молодых людях, оказавшихся в самом эпицентре войны. В дальнейшем выпустил роман-трилогию «Саташып аткан таң» («Заблудившийся рассвет», 2003), рассказывающий о 1917—1938 годах и ставший первым произведением такого рода в истории постсоветской татарской литературы. Основанный на результатах изучения богатого документального материала послереволюционных годов, гражданской войны, голода, коллективизации и репрессий, роман повествует о последних двадцати годах жизни А. М. Давлетьярова, казнённого председателя Совета народных комиссаров Татарской АССР. Главные герои романа «Шәүлә» («Тень», 2008) также становятся жертвой необоснованных репрессий.
Проявил себя и в качестве поэта. Основной темой сборников стихов «Тузганак чәчәге» («Цветок одуванчика», 1994), «Сәфәр» («Путешествие», 2002), «Галәм күзе» («Вселенское око», 2011) являются раздумья о судьбах татарского народа в XX—XXI веках. По отзывам критиков, стихотворения отличаются философско-публицистическими размышлениями, единством мысли и чувства, тонким лиризмом, богатством аллегорической образности, умением автора обозначить свою гражданскую позицию, взгляд на мирские страдания. Уже с первого сборника стихотворения Сафина получили высокую оценку критиков благодаря проводящейся в них философской мысли, дополняющей и развивающей социально-политическое содержание, в частности, касательно высказываний о свободе наций и народов. Во втором же сборнике, отмеченном влиянием импрессионизма, модернизма, символизма, наиболее полное развитие получили идеи романтизма. Подобно суфийским поэтам, Сафин размышляет об исполнении человеком своего предназначения, попытках познать заведомо непознаваемый мир, приблизиться к божественному — такие его стихотворения наполнены различными символическими образами, вдобавок к большому вниманию к музыкальному строю самого стиха. С третьего сборника на первое место в творчестве Сафина выходит постромантизм, его лирический герой одновременно выступает как гражданин, представитель нации, переживая которого по сути представляют собой детерминированные социально-политические обстоятельства. Поэт посредством своего героя высказывает мысли о том, что смыслом жизни является служение своей нации, каждый человек может быть полезен своему народу, а также поднимает «тёмные» страницы прошлого и проблемы нынешней действительности посредством сарказма и иронии. Так же свободно Сафин владеет различными стихотворными жанрами, как то поэма, баллада, басня; особо критикой отмечаются его сонеты, объединённые в венок, который наследует классическим поэтическим традиция как по форме, так и по содержанию, будучи посвящённым размышлениям об общечеловеческих законах бытия.
Также Сафин занимается переводами современной детской литературы на татарский язык и сам является автором ряда детских книг, из которых критиками выделяются сборники «Ак канатлы йолдызлар» («Белокрылые звёзды», 1997) и «Ләлә белән Арыслан» («Ляля и Арслан», 2005). Работы Сафина переводятся на русский язык. Известен как композитор-любитель, активно работает в области песенно-музыкального творчества, будучи автором мелодий к более чем двумстам песен. Написал множество публицистических, критических и научно-исследовательских статей по творчеству ряда писателей и поэтов, в том числе К. Сибгатуллина, Р. Башара, М. Аглямова, Зульфата. В 2007 году получил учёную степень кандидата филологических наук, защитив в Казанском университете диссертацию на тему «Художественный мир поэзии Кадыйра Сибгатуллина». В 2017, 2020, 2021 годах номинировался на получение Государственной премии Республики Татарстан имени Габдуллы Тукая. Выдвигался Союзом писателей РТ. В 2021 году удостоился премии за роман-трилогию «Заблудившийся рассвет» и повесть «Гульджихан».

## Награды
Почести

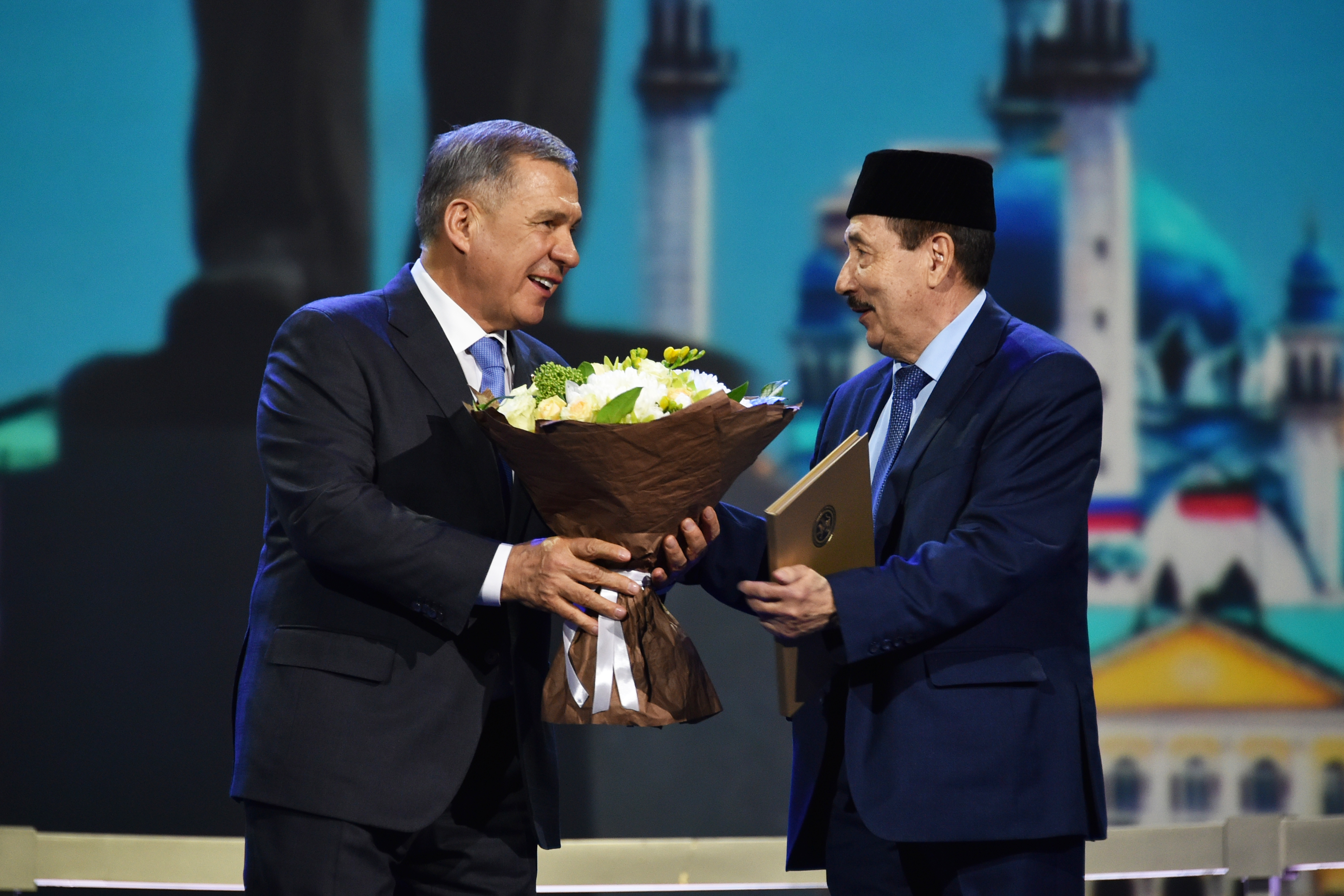
Вручение премии Тукая, 2021 год

- Медаль «В память 1000-летия Казани» (2005 год)[26][45].
- Почётное звание «Заслуженный работник культуры Республики Татарстан[тат.]» (2004 год)[9][7].
- Медаль «За доблестный труд» (2014 год) — за большой вклад в развитие средств массовой информации, многолетнюю плодотворную работу[18].
- Благодарность президента Республики Татарстан (2019 год)[46].
- Благодарственное письмо председателя Государственного Совета Республики Татарстан (2013 год)[47].

Премии
- Премия имени Гаяза Исхаки (1999)[9][48].
- Премия имени Абдуллы Алиша (2018)[49][50].
- Государственная премия Республики Татарстан имени Габдуллы Тукая (2021 год) — за роман-трилогию «Саташып аткан таң» («Заблудившийся рассвет») и повесть «Гөлҗиһан» («Гульджихан»)[51]. Вручена президентом Республики Татарстан Р. Н. Миннихановым на сцене Татарского театра оперы и балета имени Мусы Джалиля[52].

Прочее
- Памятный знак «100 лет образования Татарской АССР» (2020)[53].
- Медаль имени А. С. Грибоедова (2013 год)[36].
- Знак отличия «За заслуги перед городом Набережные Челны» (2009 год)[39].
- Звание «Писатель года г. Набережные Челны» (1998, 2003 гг.)[26].
- Почётный гражданин Муслюмовского района[11].

## Личная жизнь
Жена — Лайсира Абузаровна.

## Избранная библиография
- Соңгы көз: повесть һәм хикәяләр (татар.). — Чаллы: КАМАЗ, 1992. — 112 с.
- Тузганак чәчәге: шигырьләр, пародияләр, эпиграммалар (татар.). — Казан: Аргамак, 1994. — 96 с.
- Гөлҗиһан: повестьлар (татар.). — Казан: Татарстан китап нәшрияты, 1998. — 288 с. — ISBN 5298007872.
- Биек тауның башларында: роман (татар.). — Казан: Татарстан газета-журнал нәшрияты, 1998. — 240 с. — ISBN 5852470856.
- Сәфәр: шигырьләр (татар.). — Казан: Идел-Пресс, 2002. — 167 с. — ISBN 5852470325.
- Саташып аткан таң: роман-трилогия (татар.). — Казан: Татарстан китап нәшрияты, 2003. — 527 с. — ISBN 5298013473.
- Ләлә белән Арслан: балалар өчен хикәяләр, әкиятләр (татар.). — Казан: Мәгариф, 2005. — 37 с. — ISBN 5776114764.
- Шәүлә: роман, хикәяләр (татар.). — Казан: Татарстан китап нәшрияты, 2008. — 286 с. — ISBN 9785298016148.
- Художественный мир поэзии Кадыйра Сибгатуллина: диссертация кандидата филологических наук. — Казань: Казанский государственный университет, 2007. — 193 с.
- Заноза. — Казань: Идел-Пресс, 2012. — 16 с. — (Садик — Современные авторы - детям). — ISBN 9785852475862.
- Кошлар яратучы малай: балалар өчен шигырьләр, поэмалар (татар.). — Казан: Идел-Пресс, 2013. — 32 с. — ISBN 9785852476739.
- Заблудившийся рассвет: роман. — Казань: Татарское книжное издательство, 2014. — 661 с. — ISBN 9785298027175.
- Былбыл оясы: повестьлар (татар.). — Казан: Сүз, 2014. — 350 с. — ISBN 9785983562608.
- Кибеткә баручы аю: балалар өчен шигырьләр, әкиятләр (татар.). — Казан: Сүз, 2015. — 40 с. — ISBN 9785983562660.
- Керпенең шәһәргә сәяхәте: балалар өчен әкиятләр, хикәяләр (татар.). — Казан: Татарстан китап нәшрияты, 2016. — 149 с. — ISBN 9785298031943.
- Әйдәгез, дуслашыйк!: шигырьләр, шигъри календарь (татар.). — Казан: Рухият, 2018. — 53 с. — ISBN 9785897061884.
- Сер: шигырьләр, сонетлар, балладалар, поэмалар. — Казан: Татарстан китап нәшрияты, 2021. — 255 с. — ISBN 9785298041898.